# Mangaoparo (rivière)
La rivière Mangaoparo  (en anglais : Mangaoparo River) est un cours d’eau de la région de  Gisborne dans l’Île du Nord de la Nouvelle-Zélande.

## Géographie
Elle est localisée tout  près du point le plus au nord-est de l’île , s’écoulant vers le sud-est à partir des pentes du Mont Raukumara dans la chaîne de Raukumara pour atteindre le fleuve Waiapu à 5 km au nord-est de la ville de Ruatoria.
(en) Land Information New Zealand, « détail emplacement: Mangaoparo (rivière) », sur New Zealand Gazetteer (consulté le 12 juillet 2009)